# Дедели (Физулинский район)
Дедели (азерб. Dədəli) — село в Физулинском районе Азербайджана. Расположено село на реке Черекен, на высоте 267 метров.

## История
Дедели являлся одним из населённых пунктов оймака (ветвь племени) Дедели. Оймак Дедели — ветвь кочевого племени джеванширов.
Амир Тимур привозил с собой кара татаров. Большая часть из них  совместил в Карабахе. Карататары подразделялись на племенные объединения каджаров и джаванширов.
Официальной причиной насильственного переселения стало обвинение всего кара татарского народа в государственной измене, туркмены их называли "Яги левент" - "враждебный воин".
Названия основных кланов джаванширов следующие: яглевенд, дедели, таметли, геджагёзлю, сейидахмедли, гервенд, демирли, сейидмахмудлу, моллафазилли, кёчерли, гарабурунлу, бегманлу, сариджалы..
В годы Российской империи село называлось Дедели и находилось в составе Джебраильский уезда Елизаветпольской губернии. По данным «Свода статистических данных о населении Закавказского края, извлеченных из посемейных списков 1886 года» в селе Дадалы Каргабазарского сельского округа Джебраильского уезда Елизаветпольской губернии было 26 дымов и проживало 148 азербайджанцев (указаны как «татары»), которые были шиитами по вероисповеданию, из них 52 были беками, 14 — представителями духовенства, остальные — крестьянами.
7 сентября 1993 года село перешло под контроль армянских сил во время Первой карабахской войны. Сельское кладбище было разрушено. Согласно административно-территориальному делению непризнанной НКР было расположено в Мартунинском районе.
17 октября 2020 года в видеообращении к нации президент Азербайджана Ильхам Алиев объявил, что азербайджанская армия освободила город Физули, а также сёла Кочахмедли, Чиман, Джуварлы, Пирахмедли, Мусабейли, Ишыглы и Дедели Физулинского района.

### Известные уроженцы
Уроженцами Дедели являются: Мурад Касимзаде — доктор технических наук, профессор, полковник, Заслуженный деятель науки и техники Азербайджанской республики, Заслуженный изобретатель Азербайджанской ССР. Джамиль Алибеков — советский, азербайджанский писатель.